# James Wilson Morrice
James Wilson Morrice (ur. 10 sierpnia 1865 w Montrealu, zm. 23 stycznia 1924 w Tunisie) – kanadyjski malarz.

## Życiorys
Urodził się w zamożnej rodzinie kupieckiej. Na prośbę ojca studiował prawo na Uniwersytecie w Toronto, jednak nie pracował w zawodzie prawnika. W 1890 wyjechał na studia do Paryża i wstąpił na Académie Julian, później uczył się prywatnie u mistrzów malarskich. Odtąd mieszkał za granicą i tylko na krótko odwiedzał Kanadę. W latach 1907–1915 był członkiem Canadian Art Club, w 1913 został wybrany do Royal Canadian Academy. Wiele podróżował po Europie, m.in. do Francji, Włoch i Holandii, a także do Afryki Północnej i Indii Zachodnich. W latach 1907–1915 Podczas I wojny światowej przybył do Londynu. Początkowo tworzył pod silnym wpływem Jamesa Whistlera, później postimpresjonistów i nabistów, w końcu Henriego Matisse'a. Malował zimowe widoki miasta Québec i jego okolic (Powrót ze szkoły z ok. 1900), widoki portów w południowej Francji, pałaców weneckich, paryskich kawiarni i bulwarów (Quai des Grands-Augustines z ok. 1904). Jego sława w ojczyźnie była niemal całkowicie pośmiertna, choć w Europie zyskał uznanie już na początku XX wieku.